# Aqua Anio Vetus
De Aqua Anio Vetus was een aquaduct van het oude Rome.
De Anio was na de Aqua Appia het tweede aquaduct van Rome. Het werd gebouwd tussen 272 en 269 v.Chr. in opdracht van censor Manius Curius Dentatus en werd betaald uit de buit van de overwinning op koning Pyrrhus van Epirus in 275 v.Chr.
De bron van het aquaduct was de Aniene. Het aquaduct liep grotendeels ondergronds. De oorspronkelijke lengte was 63,7 km, maar deze afstand kon later worden ingekort door delen van het aquaduct bovengronds op arcaden en over bruggen te laten lopen. Het eindpunt van de Aqua Anio was een ondergrondse watertank bij de Porta Esquilina. Oorspronkelijk bediende dit aquaduct alleen de wijken rondom de Esquilijn, maar dit gebied kon in de 1e eeuw met pijpleidingen worden uitgebreid tot 10 van de 14 districten van de stad. Het water dat de Aqua Anio Vetus leverde, stond bekend om zijn modderigheid, met name als het had geregend bij de bron in de Aniene. Hierdoor was het water minder geschikt voor consumptie en werd het vooral gebruikt voor het bevloeien van tuinen en landerijen.
In 38 n.Chr. liet keizer Caligula de Aqua Anio Novus bouwen, die in 52 werd voltooid. Omdat ook dit aquaduct zijn bron in de Aniene had, draagt hij dezelfde naam. De Anio Novus was echter een ander aquaduct en de toevoegingen Vetus (oud) en Novus (nieuw) worden ter onderscheiding gebruikt.
Bij opgravingen in Rome in 1970 werden fragmenten van een ondergronds waterkanaal gevonden, die worden toegeschreven aan de Aqua Anio Vetus.

## Bron
- J. Coulston & H.Dodge, Ancient Rome. The archaeology of the Eternal City, Oxford 2005. pp.172. ISBN 0947816550